# Rivière Vizien
Rivière Vizien är ett vattendrag i Kanada.   Det ligger i provinsen Québec, i den östra delen av landet, 1 400 km norr om huvudstaden Ottawa.
Omgivningarna runt Rivière Vizien är i huvudsak ett öppet busklandskap. Trakten runt Rivière Vizien är nära nog obefolkad, med mindre än två invånare per kvadratkilometer.